# Slag bij Hattin

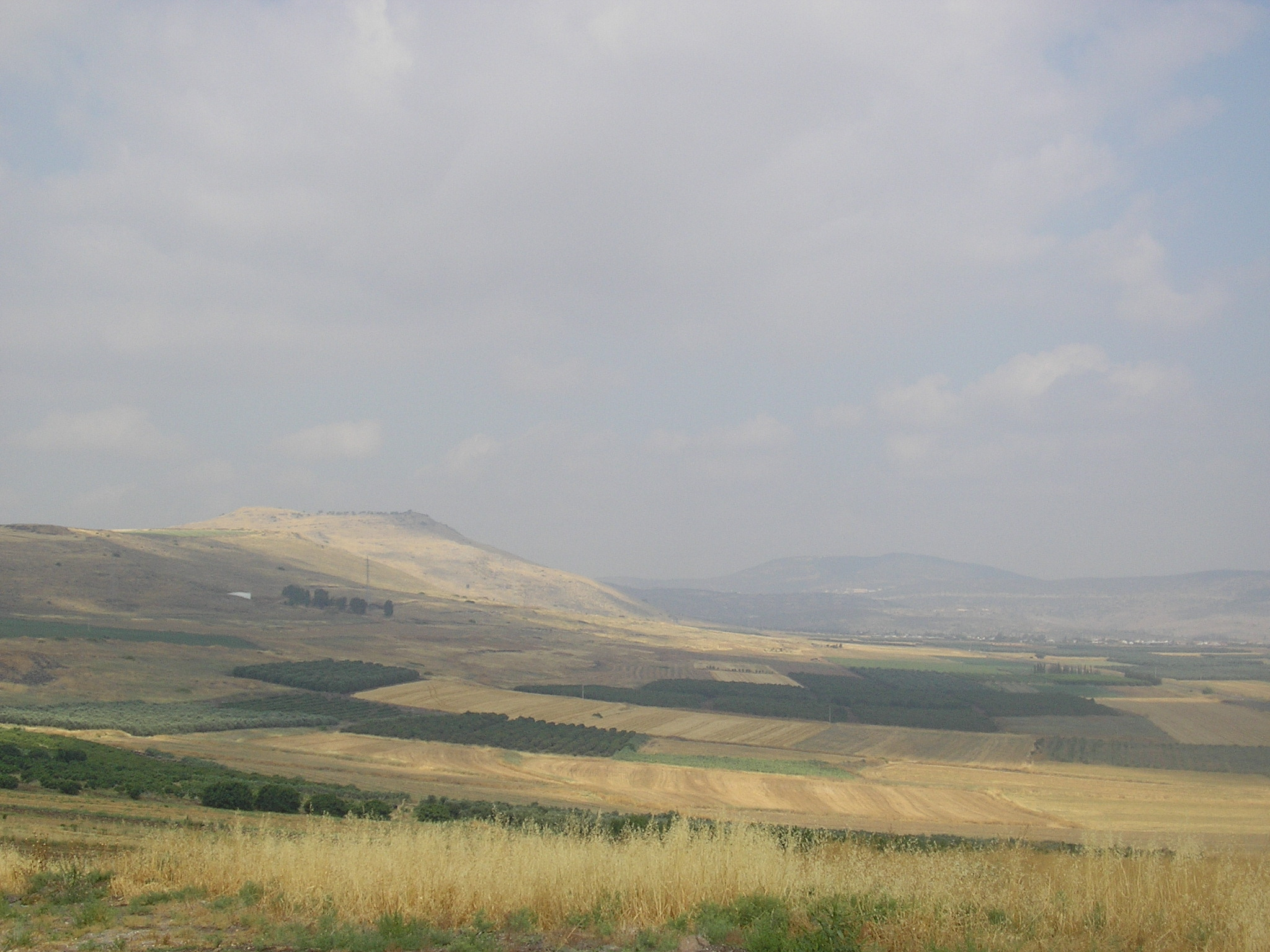
De Horens van Hattin

De Slag bij Hattin vond plaats op 4 juli 1187, vlak bij het Meer van Tiberias. De naam van de slag verwijst naar de twee heuvels - de Horens van Hattin - waar het kruisvaardersleger volledig werd vernietigd door Saladin. Dit leidde grotendeels tot de val van het koninkrijk Jeruzalem.
In 2021 vonden Israëlische archeologen overblijfselen van het kruisvaarderskamp bij Hattin.

## Achtergrond
De positie van de christelijke enclaves in het Midden-Oosten was reeds verzwakt toen in 1174 de christelijke koning Amalrik overleed en werd opgevolgd door zijn melaatse zoon Boudewijn IV. Deze stierf in 1185 aan zijn ziekte. Zijn opvolger Boudewijn V overleed in 1186 op 9-jarige leeftijd. Guy van Lusignan en zijn echtgenote Sibylla grepen hierop de macht. Dit stuitte krijgsheren zoals Raymond III van Tripoli tegen de borst omdat ook zij interesse voor de troon hadden. Raymond sloot een verdrag met Saladin, zodat de moslims ongestoord zijn gebied konden doortrekken en het koninkrijk konden plunderen.
In het najaar van 1186 maakte Reinoud van Châtillon, een trouwe strijdmakker van Guy van Lusignan, een karavaan buit die door zijn gebied trok. De karavaan was slechts voorzien van minimale bescherming, daar er een vredesverdrag bestond tussen Saladin en de christelijke steden. Saladin weigerde wat voor hem een perfect excuus was om zich ook niet langer aan het vredesverdrag te houden.
Drie dagen voordat de slag plaatsvond had het leger van Saladin de stad Tiberias ingenomen, om daarmee een tegenaanval van de kruisvaarders te provoceren. Onder leiding van Guy van Lusignan, koning van Jeruzalem, trokken de kruisvaarders met ongeveer 20.000 soldaten voetvolk en 1200 ridders door de dorre heuvels van Galilea om Tiberias te ontzetten. Doordat vele waterbronnen waren opgedroogd en de overige in handen waren van de Saracenen raakten de kruisvaarders met hun zware maliënkolders en gambesons snel uitgeput in de zomerhitte. Continu werden ze beschoten door de Saraceense boogschutters, die hun opmars nauwgezet volgden. Op 2 juli bereikte het christelijke leger Sepphoris, waar nog genoeg water voorhanden was. Saladin was intussen vanuit Tiberias het christelijke leger tegemoet gereden.
Na een dag marcheren meenden de kruisvaarders het Meer van Tiberias te hebben bereikt, maar Saladin versperde hen de toegang tot het water met zijn leger. Noodgedwongen sloegen de kruisvaarders hun kamp voor de nacht op. Dit gebeurde op het plateau van Hattin, aan de voet van de "horens van Hattin".

## De slag
In de nacht staken Saladin en zijn mannen het struikgewas rondom het kamp in brand. De kruisvaarders leden enorm onder de rook en de hitte, waarbij het leed verergerd werd door het gebrek aan water. Men had nu twee opties: ten strijde trekken of de aftocht blazen en Tiberias aan zijn lot overlaten. De meningen hierover waren verdeeld: Raymond III van Tripoli wilde niet strijden, terwijl Reinoud van Châtillon en Geraard van Ruddervoorde dat wel wilden.
De volgende dag bleek het uitgedroogde kruisvaardersleger geheel omsingeld. Eerst slaagde Saladin erin zijn bereden boogschutters om te leiden en daarmee de achterhoede van de christelijke strijdmacht te vernietigen. De ridders waagden in wanhoop een uitval. Een deel van het ruitervolk werd ongehinderd doorgelaten, waarna de linies van Saladin zich weer sloten.
Het leger van Saladin dreef de rest van de kruisvaarders terug de heuvel op en versloeg hen daar compleet. Alle gevangengenomen Tempeliers en Hospitaalridders werden onthoofd (alleen de grootmeester Ruddervoorde en Lusignan werden gespaard in ruil voor de stad Gaza). Saladin onthoofdde persoonlijk Reinoud van Châtillon. De rest van de overlevenden eindigden als slaaf. Zo'n 3000 kruisvaarders ontsnapten aan de veldslag, inclusief Raymond III van Tripoli, Jocelin III van Edessa, Balian d'Ibelin, en Reginald van Sidon.
Door het verlies van de slag werd het voortbestaan van het koninkrijk Jeruzalem onzeker en was uiteindelijk de val van Jeruzalem mogelijk. De daaropvolgende Derde Kruistocht kon daar geen verandering in brengen.

## In fictie
- De veldslag van Hattin wordt in de film Kingdom of Heaven uit 2005 getoond, vele christenen werden vermoord, er wordt bijvoorbeeld ook getoond hoe Reinoud van Châtillon door Saladin wordt onthoofd.
- Het boek The Brethren van Sir Henry Rider Haggard vertelt veel over de slag, maar ook over de achtergrond en de conflicten die erbij speelden.
- Het boek Knight Crusader van Ronald Welch vertelt over de slag in zijn geheel.
- In het boek Ridders van Sint Jan van Henk Koesveld wordt de nasleep van de slag en de daaropvolgende val van Jeruzalem beschreven.
- In het spel Age of Empires II: The Age of Kings krijgt de speler de opdracht Saladin naar de overwinning te leiden.